# Kenroku-en
Kenroku-en (jap. 兼六園 dosł.: Ogród o Sześciu Atrybutach) – jeden z najsłynniejszych krajobrazowych ogrodów japońskich, znajdujący się w mieście Kanazawa, w prefekturze Ishikawa. 

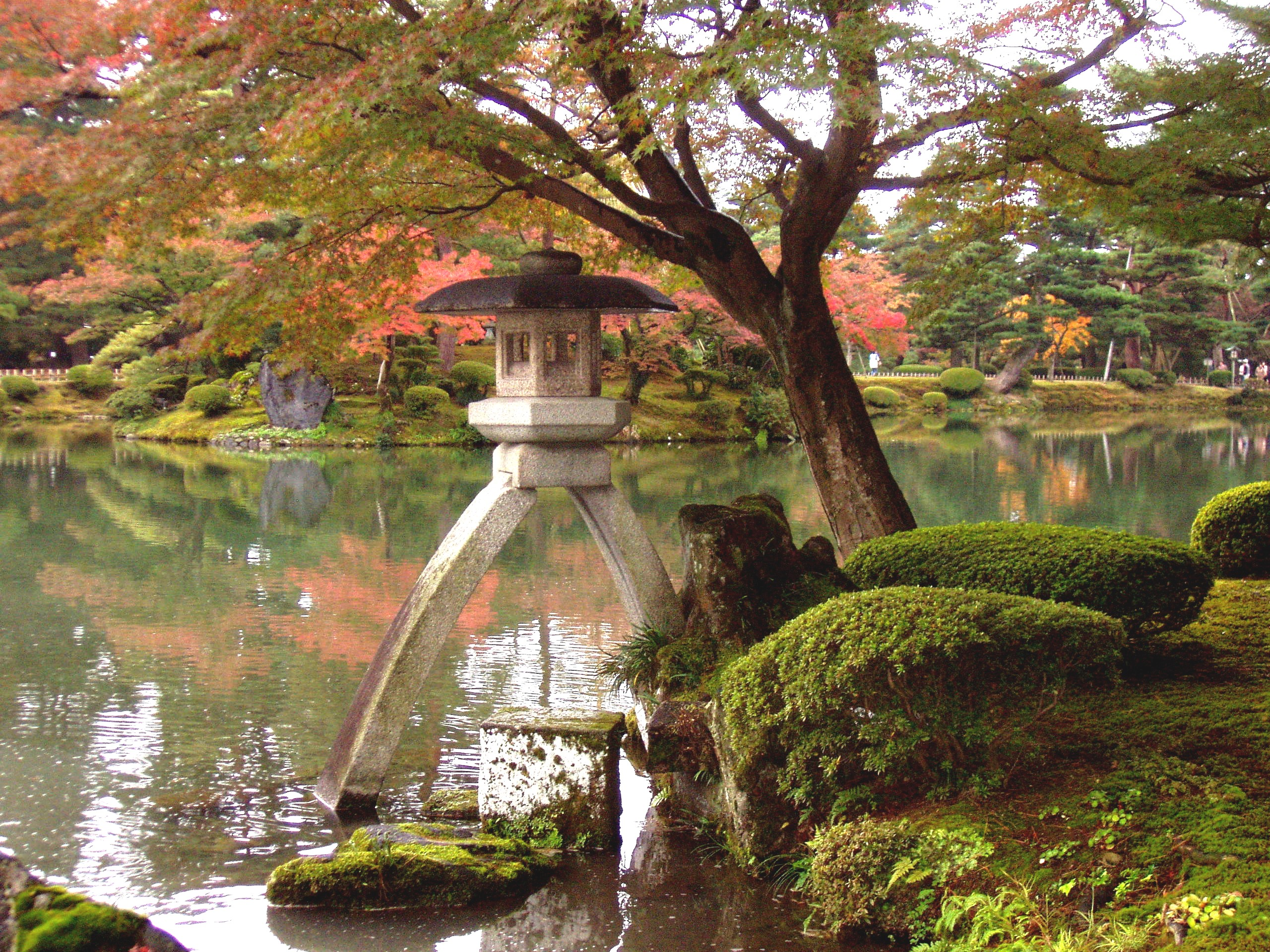
Kotoji - latarnia na dwóch nogach, symbol Kenroku-en

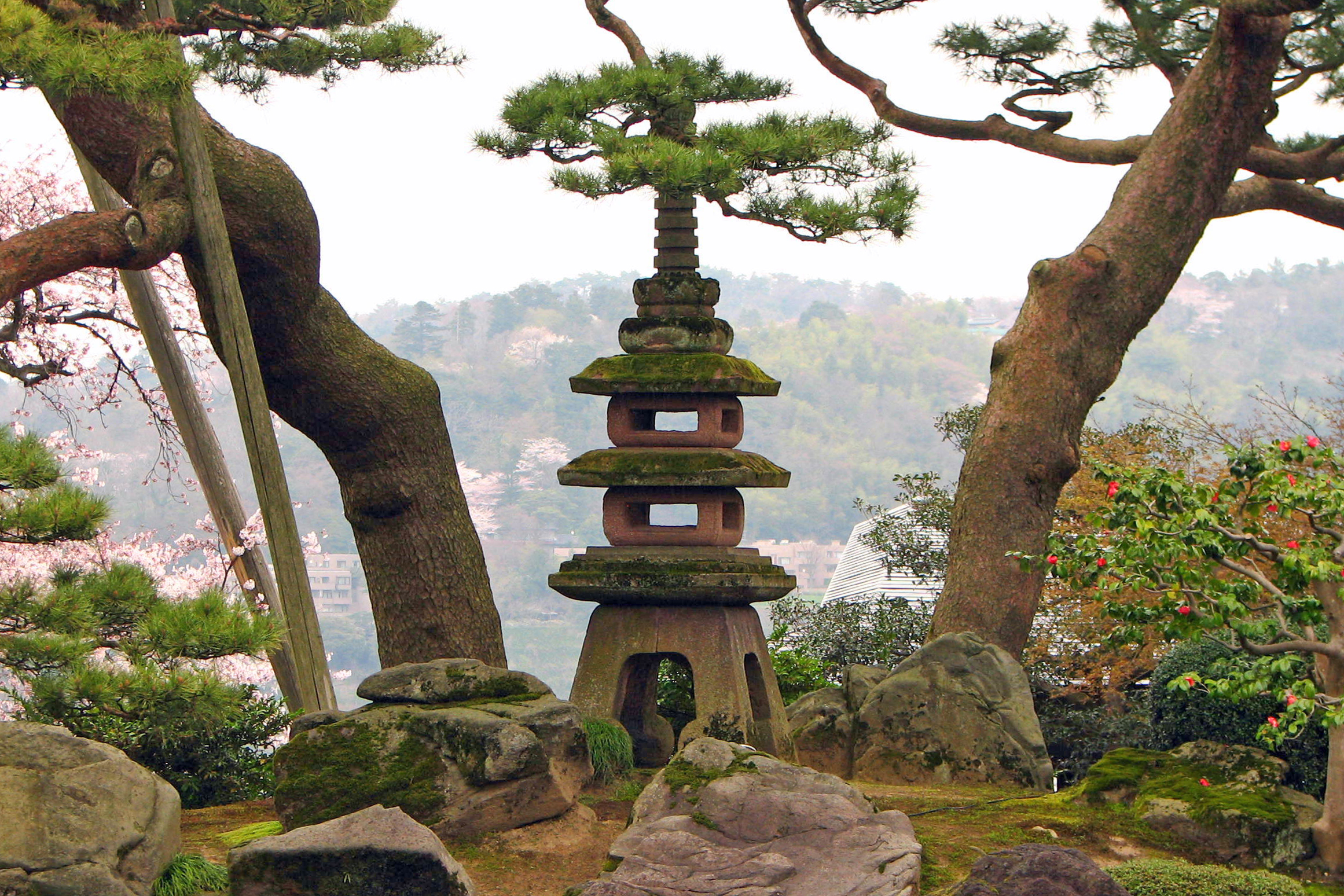
Latarnia i sosny na wzgórzu

Ogród został założony przy zamku w Kanazawie w XVII w. przez Tsunanoriego Maedę, rządzącego ówczesną domeną Kaga. 
Zniszczony przez pożar w roku 1759, został później odtworzony przez potomka Tsunanoriego, Harunagę. 
Ogród posiada powierzchnię 114 436,65 m², obejmuje ponad 8 tys. drzew i 183 gatunki roślin. 
Nazwa nawiązuje do sześciu cech, którymi powinien - według tradycji chińskiej - odznaczać się doskonały ogród. Cechy te są zestawione w trzy pary uzupełniających się pojęć: 
- przestrzenności i odosobnienia;
- pomysłowej twórczości człowieka i uznania tego, co trwa od dawna;
- wody i niezakłóconego widoku otaczającego pejzażu.

Ogród słynie między innymi z yukitsuri — lin zabezpieczających w zimie drzewa przed uszkodzeniem przez ciężki śnieg.